# Эпштейн, Михаил Наумович
Михаи́л Нау́мович Эпште́йн (род. 21 апреля 1950, Москва) — советский, российский и американский философ

, филолог, культуролог, литературовед, литературный критик, лингвист, эссеист. Заслуженный профессор теории культуры и русской литературы университета Эмори (Атланта, США). Профессор русской литературы и теории культуры и руководитель Центра гуманитарных инноваций (англ. The Centre For Humanities Innovation) Даремского университета (Великобритания) (2012—2015), Член российского и американского Пен-центров и Академии российской современной словесности.
Автор около пятидесяти книг и более тысячи статей и эссе, переведённых на двадцать шесть иностранных языков (немецкий, испанский, китайский, японский, корейский и др.). Основные темы исследований: методология гуманитарных наук, постмодернизм, русская литература, поэтика (в частности, литературных архетипов и теории метареализма), философия модальностей, теория советской идеологии и философии, семиотика повседневности, проективная лингвистика, перспективы развития языка и мысли.
Лауреат Премии Андрея Белого 1991 года, Института социальных изобретений (Лондон, 1995), Международного конкурса эссеистики (Берлин — Веймар, 1999), премии журнала «Звезда» (1999), премии Liberty за вклад в русско-американскую культуру и развитие культурных связей между Россией и США 2000.

## Биография
Родился 21 апреля 1950 года в Москве.
В 1972 году с отличием окончил филологический факультет МГУ, защитив дипломную работу по теме «Функции развязки в художественном произведении».
В 1970-е годы участвовал в работе сектора теоретических проблем Института мировой литературы (Москва) и преподавал литературу в московских вузах.
В 1978 году был принят в Союз писателей. Его статьи по вопросам литературы и теории печатались в «Новом мире», «Знамени», «Звезде», «Октябре», «Вопросах литературы», «Вопросах философии», «Вопросах языкознания», «Новом литературном обозрении» и других литературных и теоретических журналах.
В 1980-е годы был основателем и руководителем междисциплинарных объединений московской гуманитарной интеллигенции: «Клуб эссеистов», «Образ и мысль» и «Лаборатория современной культуры».
В 1989 году в Институте славяноведения и балканистики АН СССР защитил диссертацию на соискание учёной степени кандидата филологических наук по теме «Семантика славянского словообраза и структура его ассоциативных связей» (специальность 10.02.03 — славянские языки).
С 1990 года живёт и работает в США. Профессор университета Эмори с 1990 года. Основные курсы: «Западный и русский постмодернизм», «Семиотика и поэтика», «Введение в теорию литературы», «Религия и философия в России», «Любовные дискурсы», «Достоевский», «Бахтин и его круги», «Глобальная культура и будущее гуманитарных наук», «Русская литература в век революций», «Литература и этика».
В 1990—1991 годах был стипендиатом Института Кеннана в Вашингтоне, выполняет исследование по теме «Советский идеологический язык».
В 1992—1994 годах, по контракту с Национальным советом по советским и восточноевропейским исследованиям (США, Вашингтон), работал над исследованием «Философская и гуманитарная мысль в России, 1950—1991».
В 2002—2003 годах был стипендиатом Центра гуманитарных исследований (университет Эмори), работал над проектом «Футурология гуманитарных наук: Парадигмальные сдвиги и новые концепты».
В 2011 году был стипендиатом Института углублённых исследований в университете Дарема (Durham), Великобритания, по теме «Будущее гуманитарных наук».
В марте 2014 года вместе с рядом других деятелей культуры выразил своё несогласие с политикой российской власти в Крыму.
Пишет на русском и английском (с 1990 г.) языках. Автор десятков статей, опубликованных в ведущих научных и литературных журналах России и США, в том числе «Common Knowledge» (с 1992). Ведущий и автор рубрик «Философский комментарий» и «Приключения идей» в журнале «Звезда» (2006 и 2014—2017). Публицистические статьи и эссе публикуются в «Новой газете», «Независимой газете», «Частном корреспонденте», «Снобе» и других изданиях.
Автор инициативы празднования «Дня интеллектуала» 21 апреля (этот день неофициально отмечается с 1998 года) Инициатор и куратор конкурсов «Слово года» и «Неологизм года», проводимых в России с 2007.
Соредактор журналов «Symposion. A Journal of Russian Thought» (США, 1996—2001), «Веер будущностей», «Техно-гуманитарный вестник» (2000—2003), книжной серии «Тела мысли». Член редакционной коллегии журнала «Common Knowledge» (США).
В апреле 2020 г. издательство «Новое литературное обозрение» выпустило книгу «Homo Scriptor. Сборник статей и материалов в честь семидесятилетия М. Эпштейна», под ред. М. Липовецкого.

## Личная жизнь
Женат. Имеет четырех детей, живёт в США  с семьёй.

## Основные направления работы
1. Поэтика и метафизика русской классической литературы (Пушкин, Гоголь, Достоевский, Пастернак, Мандельштам, Платонов и др.). Книги: «Ирония идеала. Парадоксы русской литературы» (2015; переведена на англ.), «Природа, мир, тайник вселенной» (2000) (о пейзажной лирике). «Поэзия и сверхпоэзия. О многообразии творческих миров». (2016)
2. Постмодернизм, русский в сравнении с западным. Проективная теория литературы и культуры. Манифесты и статьи о новой русской поэзии: метареализм, концептуализм, презентализм. Первая книга о русском постмодерне, вышедшая по-английски: After the Future: Paradoxes of Postmodernism and Contemporary Russian Culture («После будущего. Парадоксы постмодернизма и современная русская культура» 1995). Вторая книга: Russian Postmodernism: New Perspectives on Post-Soviet Culture» (New York — Oxford, 1999).
3. Разработка понятия транскультуры (в противовес мультикультурализму), и соответствующих междисциплинарных проектов. Эксперименты в области коллективных импровизаций, лирического музея и др., начатые в Москве и продолженные на Западе. Клуб эссеистов (Москва, 1982—1987), объединение «Мысль и образ» (М., 1986 ), Лаборатория современной культуры (М., 1988—1990), Лаборатория современной мысли (Нью-Йорк, 1999—2009). Разработка понятия «гиперавторства» (виртуального авторства). Книга Transcultural Experiments: Russian and American Models of Creative Communication [в соавторстве с Эллен Берри[англ.]; «Транскультурные эксперименты: Российская и американская модели творческой коммуникации»] (1999).
4. Философская мысль и идеология  послесталинской эпохи. Логико-лингвистический анализ языка советской идеологии и лежащих в его основе структур. Анализ основных направлений российской философии 1960—1980-х годов (марксизм, неорационализм, персонализм, национализм, культурология, концептуализм и т. д.). Книги Relativistic Patterns in Totalitarian Thinking («Релятивистские модели в тоталитарном мышлении», 1991); двухтомник на английском языке: "The Phoenix of Philosophy" (2019) и "Ideas Against Ideocracy" (2021), См. Библиография
5. Религия и культура. Концепция пост-атеизма и «бедной веры», или «минимальной религии», без храма, догм и обрядов, как выражение постатеистической и постсекулярной духовности. Книга «Вера и образ. Религиозное бессознательное в русской культуре 20-го века» (1994) (еврейские духовные традиции у Б. Пастернака и О. Мандельштама, мистика пустоты у Ильи Кабакова, трансформация юродивости и мистика похмелья у В. Ерофеева и т. д.). Книга «Новое сектантство» (1984—1988, опуб. 1993, переизд. 2005) — сумма теологии постатеистического сознания (перевод на английский "Cries in the New Wilderness", 2002). Книга «Религия после атеизма. Новые возможности теологии» (2013).
6. Философия. Разработка новых принципов мышления, основанных на модальности возможного и вводящих в третью, посткритическую эпоху философии (первая — докритическая, докантовская; вторая, критическая, началась с кантовского переворота и заканчивается теорией деконструкции). Изучение сменяющихся модальностей в истории мысли и культуры. Книга «Философия возможного» (2001; англоязычное издание 2019). «Проективный философский словарь» (вып.1 2003, вып.2, 2020). «Философия тела» (2006).
7. Эссеистика. Семиотика и культурология советской и американской повседневности. Теория эссеистического жанра и эссеизма как новой постмифологической целостности художественного, документального и философского мышления. Двухтомное собрание «Все эссе» (около 150 текстов), в 2 томах: т. 1. "В России" (1970—1980-е); т. 2. "Из Америки (1990—2000-e)" (2005). Книга «Amerussia / Амероссия» (2007). Книга «От совка к бобку. Политика на грани гротеска» (2016) — политические эссе о судьбах России и её конфликте с Западом.
8. Философско-психологическая, лирическая, мемуарно-дневниковая и неомифологическая проза. Книга «Великая Совь» (1984 — 1988, опубликована в 1994) — o тотемических основах тоталитарного общества. Книга «Отцовство. Метафизический дневник» (1979—1982, опубликована на немецком в 1990, на русском — в 1992 и в 2014) посвящена первому году жизни ребёнка; теология и этика взаимоотношений отца и дочери. «Энциклопедия юности» (совместно с Сергеем Юрьененом) (2009, расширенное издание 2017) — об университетских годах, о психологии юности. «Sola Amore: Любовь в пяти измерениях» (2011) — анализ психологии, этики и языка любви. «Клейкие листочки. Мысли вразброс и вопреки» (2014) — краткие медитации о самом главном. «Просто проза» (2016) — сборник рассказов.
9. Эволюция языка и возможности целенаправленного обогащения его лексико-грамматической системы. Работа над проективным словарём русского языка «Дар слова», еженедельные выпуски которого выходят с апреля 2000 г. в виде электронной рассылки (6000 подписчиков). Это словарь лексических и концептуальных возможностей русского языка, перспектив его развития в двадцать превом веке. Аналогичная работа над проективным словарём английского языка: "PreDictonary: An Exploration of Blank Spaces in Language" (2011).
10. Методология гуманитарных наук и формирование на их основе практик, преобразующих предмет их изучения. «humanities». Культуроника — изобретательская и конструкторская деятельность в области культуры; активное преобразование культуры как следствие ее исследований. Гуманитарные технологии возникают на основе теоретических дисциплин и ведут к трансформации языка, литературы, искусства и т. д. Книги: «Знак пробела. О будущем гуманитарных наук» (2004); "The Transformative Humanities": A Manifesto (Трансформативная гуманистика: Манифест, 2012). «От знания — к творчеству. Как гуманитарные науки могут изменять мир» (2016); «Будущее гуманитарных наук» (2019).

Общее направление работы M. Эпштейна — создание множественных альтернатив господствующим знаковым системам и теоретическим моделям, — то, что он называет «множимостью мысли». На этом пути возникают «возможные миры мыслимого» — философские системы, религиозные и художественные движения, жизненные ориентации, новые слова, термины и понятия, новые дисциплины и формы гуманитарного исследования. Такой метод мышления можно назвать «возможностным», «поссибилистским», «концептивным», «веерным», «вариативным», «виртуальным». Наиболее полное воплощение этот метод получил в книге «Проективный словарь гуманитарных наук» (2017). Словарь содержит системное описание понятий и терминов гуманитарных наук, включая философию (в том числе этику и эстетику), культурологию, религиоведение, лингвистику, литературоведение, а также гуманитарные подходы к природе, истории, обществу, технике. Словарь состоит из 440 статей, размещённых в 14 тематических разделах в алфавитном порядке. Особое внимание уделяется развитию новой терминологии, отражающей культурно-социальные процессы XXI века и методы интеллектуального творчества.

## Награды
- Премия Андрея Белого, по разделу гуманитарных исследований (СПб., 1991);
- Премия Института социальных изобретений (Лондон) за электронный Банк новых идей (1995);
- Премия Журнала „Звезда“ (за лучшие публикации 1999);
- Премия Liberty, за вклад в русско-американскую культуру и развитие культурных связей между Россией и США» (Нью-Йорк, 2000; присуждается с 1999 г.);
- Призёр международного конкурса эссеистики (Берлин — Веймар, 1999) и стипендиат Фонда веймарской классики (2000).
- Премия Журнала «Знание — сила», за лучшие публикации 2010 г.
- Тhe Modern Language Association (MLA): Aldo and Jeanne Scaglione Prize for the best book in Slavic studies (USA, 2023), for the book "Ideas Against Ideocracy: Non-Marxist Thought of the Late Soviet Period (1953–1991)" (London, Boston: Bloomsbury, 2022).

## Научные труды
Публикации приводятся в каталогах под именами: "Михаил Эпштейн", "Mikhail Epstein", "Mikhail Epshtein", "Michail Epstein".

### Книги
На русском:
1. Парадоксы новизны. О литературном развитии XIX—XX веков. — М.: Советский писатель, 1988. — 416 с.
2. «Природа, мир, тайник вселенной…». Система пейзажных образов в русской поэзии. — М.: Высшая школа, 1990. — 304 с. 2-е изд. Стихи и стихии. Природа в русской поэзии 18—20 веков (серия «Радуга мысли»). Самара, Бахрах-М, 2007, 352 сс.
3. Новое сектантство: типы религиозно-философских умонастроений в России. 1970—1980-е годы. Холиоке (Массачусетс): New England Publishing Co., 1993. — 179 с.; 2-е изд. — М.: Лабиринт, 1994. — 181 с.; 3-е изд., расширенное, Самара: Бахрах-М, 2005, 256 с.
4. Великая Совь. Философско-мифологический очерк. — Нью-Йорк: Слово, 1994. — 177 с. 2-е изд. Самара: Бахрах-М, 2006, 268 с.
5. Вера и образ. Религиозное бессознательное в русской культуре XX века. — Тенафли (Нью-Джерси, США): Эрмитаж, 1992, 1994. — 269 с.
6. На границах культур: российское — американское — советское. Нью-Йорк: Слово, 1995. — 344 с.
7. Бог деталей. Народная душа и частная жизнь в России на исходе империи. — Нью-Йорк: Слово, 1997. — 248 с.; 2-е изд. — М.: ЛИА Р. Элинина, серия «Классика XXI века», 1998. — 240 с.
8. Постмодерн в России: литература и теория. — М.: ЛИА Р. Элинина, 2000. — 367 с.
9. Философия возможного. Модальности в мышлении и культуре. — СПб.: Алетейя, 2001. — 334 с.
10. Проективный философский словарь: Новые термины и понятия. (Соредактор с Г. Л. Тульчинским, автор предисловия и 90 статей).  СПб.: Алетейя, 2003. — 512 с.
11. Знак пробела. О будущем гуманитарных наук. — Новое литературное обозрение, 2004. — 864 с.
12. Все эссе, в 2 тт. т. 1. В России (1970—1980-е); т. 2. Из Америки (1990—2000-е). Екатеринбург: У-Фактория, 2005, 544 сс. + 704 сс.
13. Постмодерн в русской литературе. — М.: Высшая школа, 2005. — 495 с.
14. Слово и молчание. Метафизика русской литературы. М.: Высшая школа, 2006. — 559 с.
15. Философия тела. — СПб: Алетейя, 2006, 194 сс. (в одном томе с кн. Г. Л. Тульчинского «Тело свободы»)
16. Амероссия. Избранная эссеистика./ Amerussia. Selected Essays (серия «Параллельные тексты», на русском и английском) М., Серебряные нити, 2007, 504 сс.
17. Каталог (совместно с Ильёй Кабаковым). Вологда, Библиотека московского концептуализма Германа Титова.— 2010, 344 с.
18. Религия после атеизма. Новые возможности теологии. — М., АСТ-пресс, 2013, 416 сс.
19. Отцовство. Роман-эссе. — Тенафли (Нью-Джерси, США): Эрмитаж, 1992. — 160 с.; 2-е изд. Отцовство. Метафизический дневник. — СПб.: Алетейя, 2003 (первая книга в серии Men Studies); 3-е изд. Отцовство. Роман-дневник. М.: Никея, 2014, 310 стр.; 4-е изд. Отцовство: Опыт, чувство, тайна. М.: Никея, 2020, 310 стр.
20. Клейкие листочки. Мысли вразброс и вопреки. М., Arsis Books, 2014, 266 стр. (подарочное издание уменьшенного формата)
21. Ирония идеала: Парадоксы русской литературы. М.: Новое литературное обозрение, 2015 — 384 с.
22. От совка к бобку. Политика на грани гротеска. Киев: Дух i Літера, 2016. — 312 с.
23. Просто проза. New York: FrancTireurUSA, 2016 — 194 с.
24. От знания — к творчеству. Как гуманитарные науки могут изменять мир. М.- СПб.: Центр гуманитарных инициатив, 2016 — 480 с.
25. Поэзия и сверхпоэзия. О многообразии творческих миров. СПб: Азбука, 2016 — 480 с.
26. Проективный словарь гуманитарных наук. М: Новое литературное обозрение, 2017 — 612 с.
27. Энциклопедия юности (совместно с Сергеем Юрьененом). 2-е изд. М., Эксмо, 2018 — 592 с.
28. Любовь. М.: Рипол-классик (серия "Философия жизни"), 2018 — 568 с. (1-е изд.: Sola Amore: Любовь в пяти измерениях. М., Эксмо, 2011, 496 с.; 3-е изд., в 2 тт. Т.1. Эрос: между любовью и сексуальностью. Рипол Классик, 2021, 272 с.; т.2. Прав ли Фрейд? Языки любви. Рипол Классик, 2021, 304 с.)
29. Будущее гуманитарных наук. Техногуманизм, креаторика, эротология, электронная филология и другие науки XXI века. М.: Рипол-классик (серия  ЛекцииPro), 2019 — 240 с.
30. Постмодернизм в России.(3-е, расшир. и перераб. изд.) СПб: Азбука (серия "Новый культурный код"), 2019. — 606 с.
31. Homo Scriptor. Сборник статей и материалов в честь 70-летия М. Эпштейна. Под редакцией М. Липовецкого. М. Новое литературное обозрение, 2020 — 688 с.
32. Детские вопросы: диалоги.  Иллюстрации Ирины Литманович. М.: ArsisBooks, 2020 — 176 с.
33. Философский проективный словарь: Новые термины и понятия. Выпуск 2. (Соредактор с Г. Л. Тульчинским, автор предисловия и 140 статей). СПб.: Алетейя, 2020, 544 с.
34. Первопонятия: Ключи к культурному коду. М.: КоЛибри, Азбука-Аттикус, 2022 — 720 с.
35. Русский антимир: Политика на грани апокалипсиса. New York: FrancTireurUSA, 2023 — 250 с.
36. От Библии до пандемии: Поиск ценностей в мире катастроф. М.-СПб.:Пальмира, 2023 — 376 с.
37. Философские случаи. Нью-Йорк: FrancTireurUSA, 2023 (с иллюстрациями)  — 87 с.
38. Кульминации. О превратностях жизни (совместно с Сергеем Юрьененом). М.: Новое литературное обозрение, 2024 —288 с.
39. Память тела. Рассказы о любви. Нью-Йорк: FrancTireurUSA, 2024 – 275 с.; СПб, Издательство Ивана Лимбаха, 2024 — 400 с.
40. Перед концом истории? Грани русского антимира (расширенное и переработанное издание № 35). Нью-Йорк: Freedom Letters (серия Февраль/Лютий, 129), 2025 — 273 с.
41. Илья Кабаков, Иосиф Бакштейн, Михаил Эпштейн. Триалоги.  Импровизации на свободные темы. Составление, комментарии, публикация Михаила Эпштейна. М.:Новое литературное обозрение, 2025 —  216 с.

На английском:
1. Relativistic Patterns in Totalitarian Thinking: An Inquiry into the Language of Soviet Ideology. (Релятивистские модели в тоталитарном мышлении: исследование языка советской идеологии.) Kennan Institute for Advanced Russian Studies, Occasional Paper, #243. Washington: The Woodrow Wilson International Center for Scholars, 1991, 94 pp.
2. After the Future: The Paradoxes of Postmodernism and Contemporary Russian Culture. (После будущего. Парадоксы постмодернизма и современная русская культура). Amherst: University of Massachusetts Press, 1995, 392 pp.
3. Russian Postmodernism: New Perspectives on Post-Soviet Culture (with Alexander Genis and Slobodanka Vladiv-Glover). (Русский постмодернизм: Новые перспективы постсоветской культуры). New York, Oxford: Berghahn Books, 1999, 528 pp.; 2nd revised and expanded edition, 2016, 580 pp.
4. Transcultural Experiments: Russian and American Models of Creative Communication (with Ellen Berry).(Транскультурные эксперименты. Русская и американская модели творческой коммуникации).  New York: St. Martin’s Press (Scholarly and Reference Division), 1999, 340 pp.
5. Cries in the New Wilderness: from the Files of the Moscow Institute of Atheism. Trans. and intr. by Eve Adler. (Голоса вопиющих в новой пустыне: из архива Московского института атеизма). Philadelphia: Paul Dry Books, 2002, 236 pp.
6. Russian Spirituality and the Secularization of Culture. (Русская духовность и секуляризация культуры). Transl. by Maria Barabtarlo. New Jersey: Franc-Tireur USA, 2011, 154 pp.
7. PreDictonary: An Exploration of Blank Spaces in Language. (ПредСловарь: Исследование пробелов в языке). San Francisco: Atelos, 2011, 155 pp.
8. «           » [знак кавычек, книга о пробелах] New Jersey: Franc-Tireur USA, 2011. 58 p.
9. The Transformative Humanities: A Manifesto. (Трансформативные гуманитарные науки. Манифест). New York and London: Bloomsbury Academic, 2012, 318 pp.
10. The Irony of the Ideal: Paradoxes of Russian Literature (Ирония идеала. Парадоксы русской литературы). Boston: Academic Studies Press, 2017, 438 pp.
11. A Philosophy of the Possible: Modalities in Thought and Culture. (Философия возможного. Модальности в мышлении и культуре). Transl. by Vern W. McGee  and Marina Eskina. Boston, Leiden et al: Brill Academic Publishers / Rodopi (Value Inquiry Book Series), 2019. 365 p.
12. The Phoenix of Philosophy: Russian Thought of the Late Soviet Period (1953-1991). (Феникс философии. Русская мысль позднего советского периода (1953-1991)). New York and London: Bloomsbury Academic, 2019. 312 p.https://www.bloomsbury.com/us/phoenix-of-philosophy-9781501376245/
13. Ideas Against Ideocracy: Non-Marxist Thought of the Late Soviet Period (1953–1991). (Идеи против идеократии. Немарксистская мысль позднего советского периода (1953-1991)). New York and London: Bloomsbury Academic, 2021, 280 p. ISBN 9781501350597 https://www.bloomsbury.com/us/ideas-against-ideocracy-9781501350597/
14. Philosophical Cases. New York: FrancTireurUSA, 2023,  90 p.

### Переводы книг М. Эпштейна на иностранные языки
Корейский
- После будущего. Парадоксы постмодернизма и современная русская культура. Пер. Cho Jun-Rae. Сеул, 2009. 878 с.

Немецкий
- Tagebuch für Olga. Chronik einer Vaterschaft. (Дневник для Ольги. Хроника отцовства) Пер. Otto Markus. Munich: 1990, 256 pp.

Греческий
- Ανθρωπιστικές εφευρέσεις και ηθική της μοναδικότητας (Гуманитарные изобретения и этика единичного), transl. by Γιώργος Πινακούλας (George Pinakoulas). Athens (Greece): Print Roes, 2017, 232 pp.

Сербо-хорватский
- Чему све уопште.  Дечја питања и недетињ(аст)и одговори (Зачем вообще всё. Детские вопросы и недетские ответы). Превод са руског Радмила Мечанин. Илустрације Тара Прибићевић. Јавно предузеће. Службени гласник, Београд, 2020, 190 сс. ISBN 978-86-519-2530-9
- Leplivy listichi, misli bez reda i obzira (Клейкие листочки). Пер. Radmila Mechanin. Beograd, 2015, 225 pp.
- Filosofia Liubavi: liubav u pet dimenzija. (Философия любви. Любовь в 5 измерениях, пер. Radmila Mechjanin. Sremski Karlovci – Novy Sad. 2012, 361 с.
- Posle buduchnosti: Sudbina postmoderna (После будущего. Судьба постмодерна), в 2 тт., пер. Radmila Mecanin, Beograd: 2010, т. 1, 310 с., т. 2, 328 с.
- Filozofija tela. (Философия тела) Radmila Mecanin. Beograd, 2009, 285 с.
- Blud rada: Eseji, katalozi i mali traktati (Блуд труда. Эссе, каталоги и маленькие трактаты). Пер. Radmila Mecanin. Novi Sad, 2001, 248 pp.
- Novo Sektashtvo Tipovi religiozno-filozofskikx pogleda na svet u Rusiju (70-ikh i 80-ikh godina xx veka). (Новое сектантство. ). Пер. Draginia Ramadanski. Novi Sad. 2001, 220 pp.
- Ochinstvo (Отцовство) Пер. Draginia Ramadanski. Novi Sad. 2001, 224 с.
- Ruska kultura na raskrscu. Sekularizacija i prelaz sa dualnog na trojicni model. (Русская культура на распутье. Секуляризация и переход от двоичной модели к троичной). Пер. Radmila Mecanin. Beograd, 1999, 100 pp.
- Vera i lik. Religiozno nesvesno u ruskoi kulturi XX veka. (Вера и образ. Религиозное бессознательное в русской культуре 20 в.). Пер. Radmila Mechanin. Novi Sad: 1998, 356 pp.
- Postmodernizam (Постмодернизм). Пер. Radmila Mechanin. Beograd, 1998, 157 pp.
- Esej (Essay). [Эссе]. Пер. Radmila Mechanin.Beograd, 1997, 172 pp.

Венгерский
- A posztmodern és Oroszorszäg (Постмодернизм в России). Budapest: 2001, 340 pp.

Литовский
- Tėvystė: metafizinis dienoraštis. (Отцовство). Пер. y Marius Norkūnas. Vilnius: Egzistencinės terapijos centras, 2011, 352 с.

Словенский
- Znak_vrzeli. O prihodnosti humanistichnih ved. (Знак пробела. О будущем гуманитарных наук). Пер. Blaz Podlesnik. Ljubljana, 2012, 624 с.

Украинский
- По той бік совка. Політика на грані гротеску (укр.: По ту сторону совка. Политика на грани гротеска). Пер. Валерия Богуславская. Киев. 2016, 320 с.

## Статьи
Более 700 статей и эссе, многие из которых переведены и опубликованы на 23 языках.
- Статьи М. Эпштейна в «Журнальном зале»
- Статьи в «Независимой газете»
- Статьи в «Частном корреспонденте»
- Статьи в «Снобе»
- Статьи в журнале «Топос»
- Интернет-проекты Михаила Эпштейна
- Интелнет // Проективный философский словарь: Новые термины и понятия / Под ред. Г. Л. Тульчинского и М. Н. Эпштейна. — СПб.: Алетейя, 2003. — с. 140—142.
- Реалогия // Проективный философский словарь. — СПб.: Алетейя, 2003. — с. 346—350.
- Методы безумия и безумие метода // Эпштейн М. Знак пробела: О будущем гуманитарных наук. — М.: Новое литературное обозрение, 2004. — с. 512—540.
- Интересное // Эпштейн М. Знак пробела: О будущем гуманитарных наук. — М.: Новое литературное обозрение, 2004. — с. 485—496.
- Груминг. Самоочищение. Гипотеза о происхождении культуры // Эпштейн М. Н. Философия тела / Тульчинский Г. Л. Тело свободы. — СПб.: Алетейя, 2006. — с. 179—194.
- От совка к бобку. — «Новая Газета», № 137, 5.12.2014
- Шизофашизм //Проективный словарь гуманитарных наук. Новое литературное обозрение

## Конференции и индивидуальные лекции
М. Эпштейн выступил с докладами по литературе, философии, религии, языку, методологии гуманитарных наук на более чем ста международных конференциях и симпозиумах, а также по индивидуальным приглашениям (более ста), в том числе в крупнейших университетах мира: Оксфордском, Кембриджском, Лондонском, Эдинбургском, Принстонском, Колумбийском, Йельском, Стэнфордском, Беркли, Геттингенском, Гейдельбергском, Афинском, Иерусалимском, Московском, Токийском, Пекинском, Шанхайском, Сеульском и др.